# Kantongerecht Arnhem

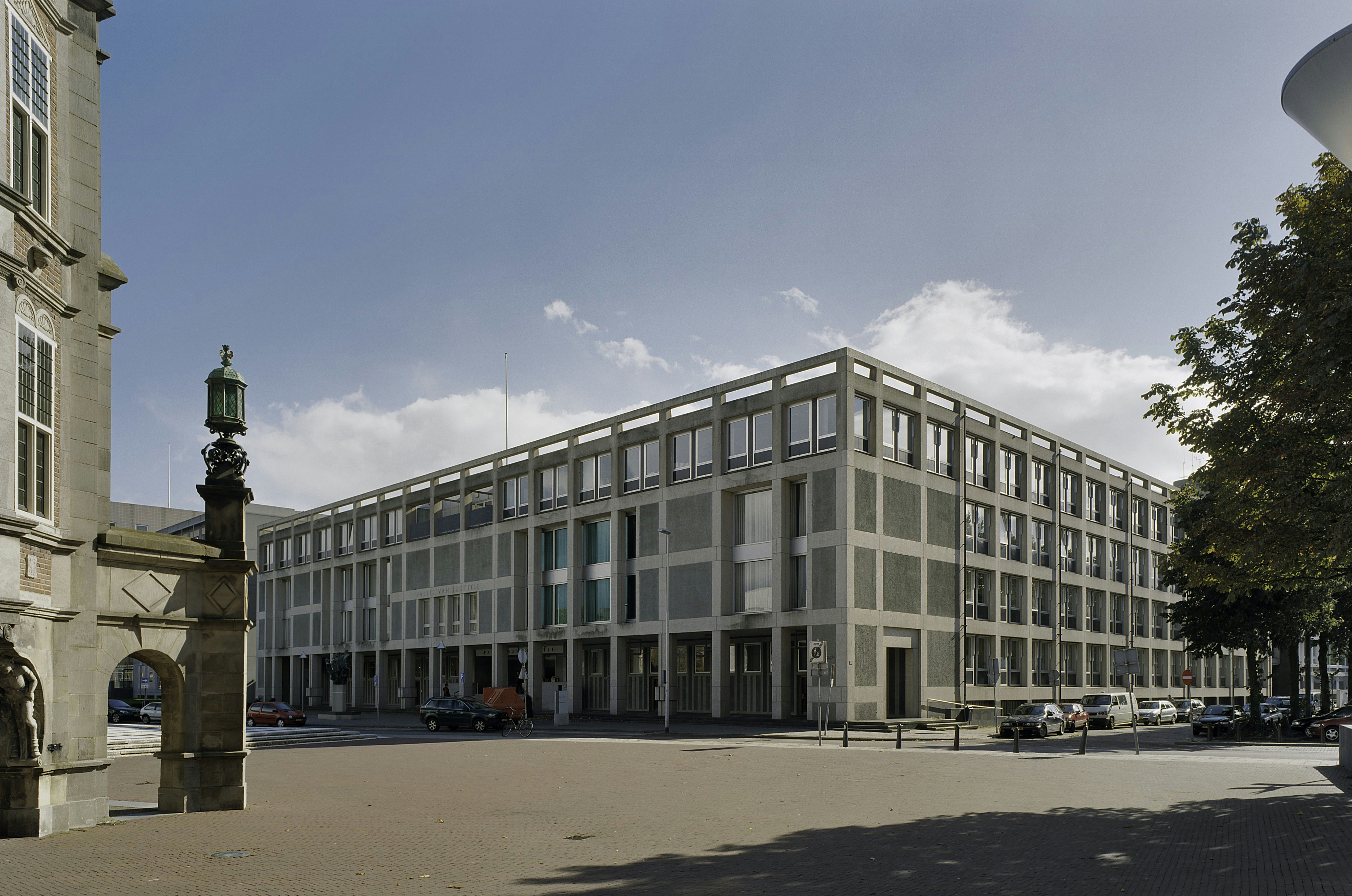
Het Paleis van Justitie aan de Walburgstraat

Het kantongerecht Arnhem was van 1838 tot 2002 een van de kantongerechten in Nederland. Bij de oprichting was Arnhem het eerste kanton van het gelijknamige arrondissement. Tussen 1904 en 1944 had het gerecht een eigen gebouw achter het toenmalige Paleis van Justitie. Beide gebouwen zijn aan het einde van de oorlog dusdanig beschadigd dat ze werden opgeruimd. Het kantongerecht is sindsdien gevestigd in het nieuwe Paleis van Justitie aan de Walburgstraat.

## Kantonrechters en griffiers van het kantongerecht te Arnhem in de periode 1838-1933 (wijziging rechterlijke organisatie)
| Ambtsperiode | Kantonrechter                                                             | Bijzonderheden                                                                                              |
| ------------ | ------------------------------------------------------------------------- | --- |
| 1838-1841    | mr Louis Henri Rambonnet (1795-1880)                                      | voorheen advocaat te Zutphen, daarna griffier van het provinciaal gerechtshof van Gelderland                |
| 1841-1845    | mr Peter Jacques Evekink Busgers (1806-1876)                              | voorheen advocaat te Arnhem, daarna rechter in de arrondissementsrechtbank te Arnhem                        |
| 1846-1875    | mr Gijsbert Hendrik Willem Laurens baron van Dorth tot Medler (1811-1875) | voorheen kantonrechter te Wijchen, in functie overleden                                                     |
| 1876-1890    | jhr mr Louis Wilhelmus Adriaan Schuurbeque Boeije (1817-1893)             | voorheen kantonrechter te Middelburg, eervol ontslagen                                                      |
| 1890-1930    | mr Edouard George Constant Scheidius (1847-1930)                          | voorheen advocaat te Arnhem, in functie overleden                                                           |
| 1931-1955    | mr Gerrit Jacob van Brakel (1885-1960)                                    | voorheen kantonrechter in het tweede kanton van Rotterdam, eervol ontslagen                                 |
| Ambtsperiode | Griffier                                                                  | Bijzonderheden                                                                                              |
| 1838-1858    | Wouter Appel (1781-1860)                                                  | voorheen griffier van het vredegerecht te Arnhem, eervol ontslagen                                          |
| 1858-1871    | mr Adolph Anne Putman Cramer (1814-1875)                                  | voorheen griffier van het kantongerecht te Nijmegen, eervol ontslagen                                       |
| 1871-1879    | mr Jan Frederik van Essen (1832-1879)                                     | voorheen griffier van het kantongerecht te Tiel, overleden in functie                                       |
| 1879-1912    | mr Lodewijk Hendrik Daniel de Vos van Nederveen Cappel (1846-1934)        | voorheen substituut-griffier van de arrondissementsrechtbank te Arnhem, eervol ontslagen                    |
| 1912-1915    | mr Gerrit Hovens Greve (1884-1915)                                        | voorheen griffier van het kantongerecht te Heerenveen, overleden in functie                                 |
| 1916-1928    | mr Johannes Stheeman Hesse (1883-1939)                                    | voorheen substituut-griffier van het Hoog Militair Gerechtshof te Utrecht, daarna kantonrechter te Schiedam |
| 1928-1931    | mr Frederik Gerrit Gjalt Boerrigter (1889-1966)                           | voorheen griffier van het kantongerecht te Heerenveen, daarna kantonrechter te Emmen                        |
| 1931-1937    | mr Hendrik Willem Nieuwhuis (1885-1960)                                   | voorheen griffier bij het kantongerecht te Emmen, daarna kantonrechter te Delft                             |